# Azərbaycan Futbol Federasiyaları Assosiasiyası
Azərbaycan Futbol Federasiyaları Assosiasiyası (AFFA) är Azerbajdzjans nationella fotbollsförbund. Förbundet bildades 1992 och inträdde i UEFA och FIFA 1994.

### Fotnoter
1. ↑  ”Azerbaijan” (på engelska). UEFA. http://www.uefa.com/memberassociations/association=aze/. Läst 24 maj 2015.